# Die Suche nach dem Auge der Welt
Die Suche nach dem Auge der Welt ist der erste von vierzehn Romanen (in der deutschen Erstausgabe sind es 37) in der High-Fantasy-Saga Das Rad der Zeit des US-amerikanischen Autors Robert Jordan. Er wurde erstmals 1990 als The Eye of the World veröffentlicht. Auf Deutsch ist der Roman in zwei Teilen, Drohende Schatten und Das Auge der Welt, in der Übersetzung durch Uwe Luserke 1993 bei Heyne erschienen. Eine Gesamtübersetzung unter dem Titel Die Suche nach dem Auge der Welt erschien 2004 bei Piper. Die American Library Association hat The Eye of the World 2003 auf ihre Liste der populären Taschenbücher für junge Erwachsene gesetzt.

## Handlung
Die Suche nach dem Auge der Welt dreht sich um die Protagonisten Rand al'Thor, Matrim „Mat“ Cauthon, Perrin Aybara, Egwene al'Vere und Nynaeve al'Meara, nachdem ihr Heimatdorf Emondsfelde unerwartet von Trollocs (den Soldaten des Antagonisten) und einem Myrddraal (einer der Untoten, vergleichbar mit einem Offizier, der die Trollocs befehligt) mit der Absicht, Rand, Mat und Perrin zu fangen. Um ihr Dorf vor weiteren Angriffen zu retten, fliehen Rand, Mat, Perrin und Egwene, begleitet von der Aes Sedai Moiraine Damodred, ihrem Behüter Al'Lan Mandragoran und dem Gaukler Thom Merrilin. Später schließt sich die Seherin Nynaeve al'Meara an. Von immer mehr Trollocs und Myrddraal verfolgt, suchen die Reisenden Zuflucht in der verlassenen und verfluchten Stadt Shadar Logoth, wo Mat einen verfluchten Dolch stiehlt und so vom bösartigen Mashadar besessen wird. Bei der Flucht aus der Stadt werden die Reisenden getrennt; Rand, Mat und Thom reisen mit dem Boot nach Weißbrücke, wo Thom verloren geht und Rand und Mat einem Myrddraal entkommen können. In Caemlyn freundet sich Rand mit einem Ogier namens Loial an. Ebenso freundet Rand sich mit Elayne Trakand, der Thronfolgerin von Andor, und ihren Brüdern Gawyn und Galad an. Rand wird dann vor Königin Morgase Trakand, ihrer Aes Sedai-Beraterin, Elaida a'Roihan gebracht, aber ohne Anklage freigelassen.
Egwene und Perrin werden von Elyas Machera getrennt nach Caemlyn geführt, einem Mann, der telepathisch mit Wölfen kommunizieren kann und behauptet, dass Perrin dasselbe tun kann. Die drei geraten in Konflikt mit den Kindern des Lichts, wo Perrin zwei Kinder als Rache für den Tod eines Wolfes tötet und zum Tode verurteilt wird. Moiraine, Lan und Nynaeve retten Egwene und Perrin und alle sind mit Rand und Mat wieder vereint. Danach beschließt Moiraine, dass Mat nach Tar Valon reisen muss, dem Machtzentrum der Aes Sedai, um den Einfluss des verfluchten Dolches aus Shadar Logoth zu überwinden.
Loial warnt Moiraine vor einer Bedrohung für das Auge der Welt, eine Ansammlung von Saidin, die Kraft, die Magie ermöglicht, was durch lebhafte und verstörende Träume bestätigt wird, die Mat, Rand und Perrin hatten. Das Auge der Welt wird von Someshta  beschützt und enthält eines der sieben Siegel des Gefängnisses des Dunklen, das Drachenbanner von Lews Therin Telamon und das Horn von Valere. An der Grenze der zivilisierten Welt betritt die Gruppe die „Fäule“ (die verschmutzte Region unter der Kontrolle des Dunklen an der Grenze der westlande zur Aiel-Wüste), um das Auge zu schützen. Nach einer Verfolgung treffen sie den Grünen Mann und er enthüllt das Auge. Die Gruppe wird dann mit den „Vergessenen“  Aginor und Balthamel konfrontiert. Als der Kampf ausbricht, töten sich Balthamel und der Grüne Mann. Kurz darauf besiegt Rand Aginor und benutzt das Auge, um die Trolloc-Armee zu dezimieren und Ba'alzamon zu besiegen. Als Ergebnis kommt Moiraine zu dem Schluss, dass Rand der wiedergeborene Drache ist, aber ihre Meinung und alle anderen Details des letzten Kampfes werden allen männlichen Mitgliedern der Gruppe außer Lan vorenthalten.

## Hauptcharaktere
- Rand al'Thor: Ein Schafhirte von den Zwei Flüssen und, ohne ihn zu wissen, der wiedergeborene Drache. Er war einer der drei jungen Männer, von denen Moiraine vermutete, dass es sich bei einem von ihnen um den „wiedergeborenen Drachen“ handeln könnte. Er, Mat und Perrin gelten als Ta'veren (Menschen, die Einfluss auf das Rad nehmen). Er kann Sayin beherrschen und zeigte dies, indem er Bela (sein Pferd) unbewusst heilte, als sie vor Myrddraal und Trollocs flohen. Er rettete auch die Streitkräfte von Fal Dara durch seine Träume. Er ist der (Adoptiv-)Sohn von Tam und Kari al'Thor. Er und Mat wurden während des Romans vom Rest der Gruppe getrennt. Er wird mit grauen Augen und „rötlichen“ Haaren beschrieben und ist extrem stur.
- Matrim „Mat“ Cauthon: Ein Hirte aus den Zwei Flüssen, ein Witzbold, der von den meisten als nicht vertrauenswürdig angesehen wird, außer seinen Freunden. Er war einer der drei Jungen, die Moiriaine vermutete, dass es sich bei einem von ihnen um den „wiedergeborenen Drachen“ handeln könnte. Er, Rand und Perrin gelten als Ta'veren. Seine Ta'veren funktioniert so, dass sie ihm Glück bringt.
- Perrin Aybara: Ein Schmied aus den zwei Flüssen. Er war einer der drei Jungen, von denen Moiriaine vermutete, dass es sich um den „wiedergeborenen Drachen“ handeln könnte. Er ist ein „Wolfsbruder“, jemand, der mit Wölfen kommunizieren und einige ihrer Fähigkeiten erwerben kann. Er, Rand und Mat gelten als Ta'veren. Er und Egwene wurden während des Romans vom Rest der Gruppe getrennt, treffen sich aber später wieder mit ihnen. Da er ein Wolfsbruder ist, hat er „polierte goldene“ Augen, die im Dunkeln leuchten und „langsam“ sind, um andere nicht zu verletzen.
- Egwene al'Vere: Eine Frau aus den zwei Flüssen, Lehrling von Nynaeve al'Meara, der Seherin, und mit einer engen Beziehung zu Rand al'Thor, Matrim Cauthon und Perrin Aybara. Sie wird von Moiraine ausgewählt, um in Tar Valon zu trainieren, weil sie den „Funken“ hat, der ihr das Bündeln ermöglicht. Sie und Perrin wurden während des Romans vom Rest der Gruppe getrennt, treffen sich aber später wieder mit ihnen. Sie wird mit riesigen braune Augen und dunklen Haare beschrieben.
- Nynaeve al'Meara: Eine Frau aus den zwei Flüssen, die „Seherin“ von Emondsfelde, die jüngste, die je auserwählt wurde. Sie geht, um Rand, Perrin, Mat und Egwene ins Dorf zurückzubringen, reist jedoch mit ihnen, als sie merkt, dass sie sie nicht überzeugen kann und kanalisieren kann. Sie, Moiraine und Lan werden vom Rest der Gruppe getrennt. Während dieser Zeit entwickelt sie Gefühle für Lan. Sie wird als temperamentvoll und besonders eigensinnig beschrieben.

## Themen und Anspielungen
Robert Jordan hat erklärt, dass er bewusst beabsichtigte, dass die frühen Kapitel von Die Suche nach dem Auge der Welt der Mittelerde von J. R. R. Tolkiens Der Herr der Ringe ähneln. Trotz ihrer Ähnlichkeiten unterscheiden sich diese beiden Werke auch thematisch. Zum Beispiel schufen sowohl Jordan als auch Tolkien Erzählungen, die Macht erforschten. Das Auge der Welt diskutierte jedoch, wie es eingesetzt werden kann, während Der Herr der Ringe sich mehr auf seinen Verzicht konzentrierte. Rand musste seine Macht einsetzen, damit er erfolgreich einen aufkommenden Krieg mit dem Dunklen König führen konnte. Dieses Thema steht im Gegensatz zu Frodos Streben, den Ring von Sauron zu zerstören, einer Quelle immenser Macht, die auch seinen Träger korrumpierte.

## Kritiken
The SF Reviews Net erklärte in einer negativen Rezension von 1997: 

“From what little I have read to date of The Wheel of Time, I am, so far, a dissenter. Though I acknowledge that Jordan's prodigious flow of words has produced much that is admirable, this saga cannot avoid specific criticisms: mainly, that each volume is criminally overlong, and that this debut volume, despite several clever and interesting touches, is nothing more or less than the purest formula fantasy, predictable at almost every turn and woefully lacking in the dramatic tension and conflict necessary to hold a reader through hundreds of thousands of words of plot.”

„Nach dem, was ich bisher von Die Suche nach dem Auge der Welt gelesen habe, bin ich bisher ein Andersdenkender. Obwohl ich anerkenne, dass Jordans erstaunlicher Wortfluss viel Bewundernswertes hervorgebracht hat, kommt diese Saga nicht um spezifische Kritiken herum: vor allem, dass jeder Band kriminell überlang ist und dass dieser Debütband trotz einiger cleverer und interessanter Details nichts mehr oder weniger ist als reinste Formelphantasie, fast vorhersehbar ist jede Wendung und ermangelt erbärmlich an der dramatischen Spannung und dem Konflikt, der notwendig ist, um einen Leser durch Hunderttausende von Wörtern der Handlung zu halten.“

## Ausgaben
- The Eye of the World. Tor, 1990, ISBN 0-812-50048-2.
  - Drohende Schatten. Heyne, 1993, ISBN 3-453-06579-4.
  - Schattenblender. Heyne, 1993, ISBN 3-453-06580-8.
  - Gesamtübersetzung: Die Suche nach dem Auge der Welt. Heyne, 2003, ISBN 3-453-86370-4.